# Black Jack (manga)
Black Jack (ブラック・ジャック Burakku Jakku), là một trong những tác phẩm xuất sắc nhất của Osamu Tezuka, mà những tiền đề cơ bản được dựa trên những tác phẩm manga khác viết về y học cũng như nhiều thể loại manga khác, như "Gallery Fake". Bản thân Tezuka cũng là một bác sĩ, và vì vậy những cảnh phẫu thuật trong manga hết sức chân thực.
Black Jack bao gồm hàng trăm tập ngắn riêng biệt, trên từng 20 trang của manga. Hai tập đã được hãng Viz Communications dịch thành tiếng Anh, nhưng những bản sao này đã không được in. Vertical Inc. thông báo rằng họ sẽ xuất bản toàn bộ loạt truyện này bắt đầu vào mùa thu 2008.
Black Jack cũng được làm thành một OVA, hai phiên bản TV (được quản lý bởi con trai của Tezuka là Makoto Tezuka) và hai phiên bản phim. Black Jack là manga nổi tiếng đứng thứ ba của Tezuka, sau Astro Boy và Kimba - vua sư tử trắng.
Tezuka từng nói về tựa đề "Black Jack" tới từ khuôn mặt của một tên cướp biển và nó hoàn toàn không liên quan tới card game blackjack có cùng tên gọi trong lời giới thiệu ở đầu cuốn Tankoubon được xuất bản.

## Giải thưởng
- Giải thưởng đặc biệt của Hiệp hội manga Nhật Bản (1975).
- Giải nhất Manga Award của Nhà xuất bản Kodansha về shonen (1977).

## Nội dung
Câu chuyện xoay quanh về vấn đề y học trong đó nhân vật chính là Black Jack, ngoài ra anh còn có tên là Hazama Kuro(Thi thoảng được dịch là Kizuto), là một bác sĩ tài giỏi. Giới bác sĩ trong nước thường gọi anh là "con ma phẫu thuật" nhưng có một điều đáng tiếc là anh không hề có giấy phép hành nghề. Điểm đặc biệt của anh chính là trên khuôn mặt có một vết sẹo dài mà bất cứ ai trông thấy cũng phải khiếp sợ. Nhiều độc giả và các nhân vật trong truyện cho rằng Black Jack hám  tiền. Tuy nhiên, chỉ đúng một phần vì đa phần có một số ca mổ đối với những nhân vật đặc biệt, Black Jack không lấy tiền và cho ngược lại. Black Jack chỉ lấy tiền đối với những nhân vật mà Black Jack không thích.
Những người bệnh tìm đến anh đa số là những người mắc những căn bệnh lạ hay là gặp căn bệnh hiểm nghèo mà không có vị bác sĩ nào có thể chữa khỏi . Họ tìm đến anh với hy vọng anh dùng những ngón tay khéo léo và tài phẫu thuật ấy đế níu giữ lại mạng sống. Nhưng Black Jack luôn luôn đòi hỏi một cái giá rất đắt cho một ca phẫu thuật của mình và đó là lý do tại sao mà liên đoàn thầy thuốc trong nước không chấp nhận cấp giấy phép cho một bác sĩ như anh.
Black Jack sống lặng lẽ trong một căn nhà nằm trên ngọn đồi cùng với cô trợ lý tí hon của mình là Pinoko. Pinoko là một cô bé được anh cứu thoát chết trong một cái bướu song sinh với chị gái của mình và hiện đang sống trong hình hài của người máy.
Black Jack là hiện thân của một nhân vật có sự giằng xé nội tâm và nhiều tự sự, vốn dĩ mang hai mặt: thiện và ác. Black Jack phản ánh thế giới sáng và tối của nghề y, phơi bày và làm rõ nhiều mối quan hệ: quan hệ giữa bác sĩ và bệnh nhân, quan hệ đồng nghiệp và quan hệ giữa tình cảm và đồng tiền. Giá trị đồng tiền hiện rõ trong tác phẩm nhưng cũng rất đúng trong thời đại hiện tại: nếu bạn bệnh mà có tiền có thể bạn sẽ sống.
Bên trong những câu chuyện đời thường trông có vẻ rất hư cấu của tác phẩm này chứa đựng những giá trị vượt quá xa sức tưởng tượng mà một tác phẩm manga có thể thể hiện được. Đó là ngoài giá trị nhân văn, giàu triết lý nhân sinh giữa con người, thiên nhiên thậm chí là động vật khi đối diện với những biến cố lớn trong đời sống, đối diện giữa sự sống và cái chết, sự cân bằng và hủy diệt; tác phẩm còn chứa đựng một kho kiến thức y học uyên bác và sâu sắc dù thập niên 70 trình độ y học không tân tiến bằng ngày nay, cũng như tư duy nhạy bén của tác giả khi có thể tiên đoán về xu thế chữa bệnh trong tương lai, khi hiểu rằng giới hạn của y học chính là cuộc chiến chống lại bệnh tật bằng nghiêm cứu khoa học không ngừng trong tương lai, vì những căn bệnh hoàn toàn mới.
Các câu chuyện trong Black Jack hầu hết là độc lập nhưng dường như có mối liên hệ mật thiết giữa các nhân vật, nếu như bạn đọc bất kỳ câu chuyện bạn cũng hiểu tuy nhiên mạch truyện sẽ bị gãy..
Kết thúc câu chuyện của Black Jack theo hướng mở và độc giả có thể hiểu theo trí tưởng tượng của mình. Kết thúc truyện là Black Jack đang đi trên một chuyến bay và anh có một giấc mơ thấy mình đang có một hành trình vô tận trên một chuyến tàu lửa mà không hề biết điểm đến. Hầu như tất cả các nhân vật đều xuất hiện trong chuyến tàu này bao gồm cả các nhân vật đã chết như sư phụ Black Jack "Honma Jotaro". Chính những câu nói của sư phụ Black Jack khiến anh phải suy nghĩ "Đừng cho là bác sĩ là người nắm giữ cuộc sống con người"  Kisaragi Kei cũng xuất hiện trên chuyến tàu, cô ta đã hỏi bác sĩ rằng: "Tại sao anh chưa có người yêu". Kiriko thì xuất hiện với bệnh nhân kéo dài tuổi thọ mong muốn được ra đi êm ái. Câu nói cuối cùng của nhân vật này "Y học có sự giới hạn của nó". Còn Pinoko xuất hiện trong thân hình người lớn theo ước nguyện của cô và cô là nhân vật sẽ cùng bác sĩ chữa bệnh và là người đi cùng bác sĩ với vai trò vừa là người vợ vừa là trợ lý đắc lực.
Kết thúc chuyện là câu nói của bác sĩ cũng như là kết cục của truyện "Nghe nói trước khi chết, con người thường thấy những việc đã qua, mình đã đi trên một chuyến xe lửa không có điểm đến và không bao giờ quay lại, không biết là điềm gì đây".
 Bác sĩ Jack đi đâu, gặp ai? Không ai có thể biết, nhưng dù đi đến chân trời góc biển đi nữa, nhất định trên tay bác sĩ sẽ là con dao mổ, vẫn tạo ra những kỳ tích phẫu thuật để giúp cho cuộc sống con người .

## Nhân vật

### Black Jack
Nhân vật chính của truyện, tên thật là Hazama Kuroo (間 黒男) (thi thoảng được dịch là Kizuto ở Việt Nam). Một tai nạn đã xảy ra khi anh còn rất nhỏ khiến cho cả hai mẹ con anh đều bị thương nặng. Anh được bác sĩ Honma Jotaro cứu sống với một vết sẹo dài trên mặt nhưng còn mẹ anh thì lại không may mắn như vậy, và anh lúc nào cũng tâm niệm trong đầu ý nghĩ phải trả thù người cha đã ruồng bỏ mẹ con anh sau tai nạn đó. Đây chính là lý do khiến mẹ anh chết, anh khóc thương mẹ và hận người cha đã khiến anh đau khổ tới mức tóc bạc trắng nửa đầu
Black Jack là một bác sĩ ngoại khoa cực kì giỏi. Anh có thể thực hiện các ca mổ, mà một bác sĩ bình thường không thể thực hiện được. Tính cách của nhân vật này khá khó hiểu. Đôi lúc lạnh lùng đến dửng dưng khi hét một cái giá quá đắt cho một ca phẫu thuật nào đó. Nhưng đôi lúc anh lại làm không công một ca nào đó và rồi miệng lại càu nhàu "lại làm không công nữa rồi". Có vẻ như Black Jack là một mẫu bác sĩ chuẩn mực trong suy nghĩ của tác giả Tezuka Osamu
Nhân vật Black Jack còn xuất hiện trong một số manga khác của tác giả Tezuka Osamu, tuy nhiên thường chỉ là vai phụ.

### Pinoko
Là một cái bướu song sinh được Jack cứu khi người chị gái của cô muốn giết. Nhưng vì sự hiếu kì về bản thể của cái bướu nên anh đã tạo cho Pinoko một thân hình và tất nhiên là người máy.
Đây là nhân vật chính xuyên suốt của truyện với vai trò là trợ lý của bác sĩ, Jack xem Pinoko là trợ lý tuyệt vời của anh và chưa có người thay thế. Jack hoàn toàn có khả năng thực hiện ca mổ một mình trừ trường hợp bất đắc dĩ, nếu thực hiện tại nhà riêng, Jack không thể thiếu Pinoko.
Vì có thân hình nhỏ bé dù đã 18 tuổi, nên nhân vật Pinoko là nhân vật gây nhiều điều phiền toái và nực cười nhất. Chính nhân vật gây yếu tố thu hút một phần không nhỏ.
Với thân hình nhỏ bé, Pinoko lúc nào cũng than thở với Jack tại sao cô 18 tuổi rồi mà lại làm thân hình của cô nhỏ như thế. Điều đặc biệt ở cô bé này chính là cách phát âm ngọng nghịu dễ thương và miệng thì lúc nào cũng nói rằng "Pinoko là vợ của bác sĩ" và sẽ nổi cáu khi thấy Jack quan tâm đến một nữ bệnh nhân nào.
Pinoko xuất hiện trong giấc mơ của Black Jack trên một chuyến bay mà không biết điểm đến trong thân hình bình thường của cô gái trẻ đẹp cùng thực hiện ca mổ.
Chính nhân vật nữ nhỏ tuổi này làm cho mạch truyện thêm vui nhộn, giảm cái không khí ngột ngạt mỗi khi Black Jack thực hiện ca mổ.

### Honma Jotaro
Đây chính là vị bác sĩ năm xưa đã cứu Jack trong tai nạn nổ bom và là thầy của Jack sau này. Ông cũng là người mà Jack tôn sùng như một vị bác sĩ giỏi nhất.
Honma do nhân vật Saruta, một nhân vật xuất hiện khá nhiều trong các manga của Tezuka Osamu thủ vai.

### Kisaragi Kei
Kisaragi Kei-tên thật là Kisaragi Megumi-là cô sinh viện học cùng khoa với Jack, cô ta thầm yêu anh. Và Jack cũng cảm mến cô ấy. Nhưng cô đã gặp một chuyện vô cùng đáng tiếc. Kei mắc một căn bệnh ung thư buồng trứng và cái giá phải trả để được sống là mất đi thiên chức làm mẹ. Và chính Jack đã thực hiện ca phẫu thuật cứu cô ấy khi đang còn là sinh viên thực tập. Trước lúc mổ, Jack đã bày tỏ tình cảm thật của mình và hai người đã trao cho nhau một nụ hôn. Sau ca mổ ấy, cô giả nam và làm việc như một bác sĩ trên các chuyến tàu viễn dương. Có lẽ vì mối tình đau khổ ấy mà Jack không hề yêu ai khác.

### Kiriko
Từng là bác sĩ quân y và hiện là một bác sĩ chuyên giết người một cách êm ái. Theo lời của anh ta thì anh ấy chỉ giải thoát cho những ai muốn chết khi đang cận kề tới cái chết và muốn ra đi một cách thanh thản. Nhưng đối với Jack thì hành động của hắn thì không thể tha thứ được. Hắn cũng suýt chết và định ra đi thanh thản nhưng Jack đã kịp thời cứu kịp.
Kiriko đối mặt với bi kịch tồi tệ nhất của cuộc đời mình khi anh ta tiêm liều thuốc độc để bố mình ra đi thanh thản sau thời gian chống chọi bệnh tật kéo dài ngay lúc Jack vừa tìm ra phương cách chữa trị cho ông.

### Biwamaru
Một thầy lang mù chuyên chữa bệnh bằng cách châm cứu. Ông vốn không có mấy cảm tình với các bác sĩ ngoại khoa vì không ưa cách chữa bệnh của họ. Tuy nhiên cách suy nghĩ của ông đã thay đổi sau khi gặp Black Jack. Nhân vật này có cùng nơi làm kim châm và các dụng cụ mổ của Black Jack. Kim châm của nhân vật được xem là bộ kim châm tuyệt vời nhất mà tác giả miêu tả.

### Black Queen
Một nữ bác sĩ lạnh lùng, thực hiện các ca mổ cưa chân tay của người bệnh đi mà không hề có một chút biểu cảm nào. Chính vì vậy nên cô ta được gọi là Black Queen. Tuy nhiên khi người yêu của cô bị tai nạn, cần phải cưa chân thì cô lại không dám làm. Trong tình cảnh đó Black Jack xuất hiện, thực hiện ca phẫu thuật đó hộ cô, và không cần phải cưa bộ phận nào đi cả. Sau Kisaragi Kei, Black Queen cũng là nhân vật nữ hiếm hoi mà Black Jack có tình cảm đặc biệt.
Black Queen do nhân vật Zephyrus(tên của nhân vật này trong manga Swallowing the Earth của Tezuka Osamu) đóng.

### Hazama Kagemitsu
Người cha vô lương tâm đã nhẫn tâm bỏ mẹ con anh để đi theo người tình khi mẹ con anh lâm vào tình trạng khốn đốn nhất. Một lần Sisi (người vợ sau ở Hongkong của ông ta) bị bệnh hủi, ông nhờ Jack phẫu thuật chỉnh hình hộ, Jack đã chỉnh hình mặt Sisi giống mẹ mình để trả thù mà theo anh giải thích là nếu ông nói rằng ông còn yêu mẹ thì anh đã làm khuôn mặt khác cho Sisi.

### Hazama Mio
Là một người phụ nữ bất hạnh bị chết trong tại nổ bom của quân Mỹ sót lại tại Nhật sau chiến tranh trong khi con bà (Black Jack) may mắn được cứu sống. Trong một chương truyện khi Black Jack được cha mình liên lạc nhờ chữa trị dung mạo cho người vợ sau của ông, Black Jack đã phẫu thuật tạo hình lại khuôn mặt bà ta y như mẹ mình như một hình phạt cho người cha phụ bạc.

## Phát hành tại Việt Nam
Bộ truyện tranh Bác sĩ quái dị đến tay bạn đọc Việt Nam qua 3 lần phát hành:
- Ấn bản năm 2007: 32 tập do NXB Trẻ phát hành.
- Ấn bản năm 2009: 22 tập do NXB Kim Đồng phát hành.
- Ấn bản năm 2022: 22 tập do NXB Trẻ phát hành (Ấn bản này phát hành song song 2 phiên bản là bản bìa mềm và bản bìa cứng).